# Липохеил
Липохеил (лат. Lipocheilus carnolabrum) — вид лучепёрых рыб из семейства луциановых, единственный в роде липохеилов (Lipocheilus). Распространены в Индо-Тихоокеанской области. Морские бентопелагические рыбы. Максимальная длина тела 60 см. Имеют ограниченное промысловое значение. Ловят ярусами и донными тралами.

## Описание
Тело умеренно высокое, несколько сжато с боков; его высота составляет 38—42 % стандартной длины тела. Ноздри на обеих сторонах рыла расположены близко друг к другу и к глазу. Верхняя челюсть немного выдаётся над нижней при закрытом рте. Взрослые особи с толстым мясистым выступом на переднем конце верхней губы. Межглазничное пространство плоское или немного выпуклое. Предчелюстная кость выдвижная. Окончание верхней челюсти доходит до вертикали, проходящей через середину глаза. На обеих челюстях во внешнем ряду зубы конической формы (несколько передних зубов клыковидные), а во внутреннем ряду — ворсинчатые. Есть зубы на сошнике и нёбе, на сошнике в виде пятна V-образной формы без срединного выступа; на языке зубов нет. На верхней челюсти нет чешуи и продольных гребней. На первой жаберной дуге 17—21 жаберная тычинка, из них 5—7 тычинок на верхней части и 11—14 тычинок на нижней части. Спинной плавник сплошной, лишь с небольшой выемкой между колючей и мягкой частями. В спинном плавнике 10 колючих и 10 мягких лучей. В анальном плавнике 3 колючих и 8 мягких лучей. Колючие лучи спинного и анального плавников крепкие, у взрослых особей мощные. Последний мягкий луч в спинном и анальном плавниках не удлинённый и не превышает по длине предпоследний луч. На мембранах плавников нет чешуи. Грудные плавники с 15—16 мягкими лучами, длинные, их окончания доходят до анального отверстия. Хвостовой плавник выемчатый. В боковой линии 48—54 чешуй. Ряды чешуй вдоль спины идут параллельно боковой линии.
Тело и голова жёлтого цвета с коричневым оттенком на верхней части головы и передней части губ; нижняя часть тела и брюхо с серебристым оттенком. У молоди на боках часто видны пять вертикальных полос.
Максимальная длина тела 60 см, обычно 30—50 см.

## Биология
Морские бентопелагические рыбы. Обитают на континентальном шельфе на глубине от 90 до 340 м над скалистыми грунтами. Питаются рыбами и крупными беспозвоночными.

## Ареал
Широко распространены в тропических водах Индо-Тихоокеанской области. Немногочисленные находки у островов Рюкю, в Южно-Китайском море, у берегов северной Австралии и Соломоновых островов.